# Rade Šerbedžija
Rade Šerbedžija (Bunić, 27 de julho de 1946) é um ator, diretor e músico croata. Ele é conhecido por suas representações de figuras imponentes em ambos os lados da lei. Ele foi um dos atores iugoslavos mais conhecidos nas décadas de 1970 e 1990. Ele é conhecido internacionalmente por seus papéis coadjuvantes em filmes de Hollywood como Harry Potter e as Relíquias da Morte: Parte 1, X-Men: Primeira Classe, O Santo, Missão: Impossível 2; seu papel como Boris the Blade em Snatch; e por seu papel recorrente como ex-Exército Soviético General Dmitri Gredenko na 6ª temporada da série de ação 24 da TV.
O trabalho de Šerbedžija ganhou aclamação e elogios generalizados. Ele ganhou quatro vezes a Arena de Ouro de Melhor Ator, a maior homenagem do cineasta da Croácia. Ele ganhou o Prêmio da Crítica de Melhor Ator no 51º Festival Internacional de Cinema de Veneza por sua atuação em Before the Rain (1994). Sua atuação no filme canadense Fugitive Pieces (2007) foi indicada para o Genie Award e Satellite Award. Ele foi premiado com o Award Pickford Mary da Academy Press International, um prêmio honorário ‘de Melhor Contribuição Artística à indústria do entretenimento’, em 2019. No mesmo ano, ele ganhou seu segundo prêmio Vladimir Nazor por “Lifetime Achievement - Film Art”.

## Filmografia
| Ano       | Título                                        | Personagem                         | Notas                       |
| --------- | --------------------------------------------- | ---------------------------------- | --------------------------- |
| 1966      | Prikupljanje hrabosti                         | Skalper                            | Filme para TV               |
| 1966      | Sedam sati i petnaest minuta                  | Tomica                             | Filme para TV               |
| 1967      | Iluzija                                       | Mladic koji ubija Branka           |                             |
| 1967      | Black Birds                                   |                                    |                             |
| 1968      | Osveta                                        |                                    | Curta                       |
| 1968      | Seansa                                        |                                    |                             |
| 1968      | Maratonci                                     |                                    | Série para TV; 1 episódio   |
| 1968      | Gravitation                                   | Boris Horvat                       |                             |
| 1969      | Dio è con noi                                 |                                    |                             |
| 1969      | Sedmina - Pozdravi Marijo                     | Niko                               |                             |
| 1969      | Meteor                                        |                                    | Filme para TV               |
| 1969      | Čamac za kron-princa                          |                                    | Filme para TV               |
| 1970      | Sam čovjek                                    |                                    | TV miniseries; 3 episódios  |
| 1970      | Papagaj                                       | Mladić                             |                             |
| 1970      | Passing Days                                  |                                    |                             |
| 1970      | Red Wheat                                     | Južek Hedl                         |                             |
| 1970      | Kainov znak                                   | Milan                              |                             |
| 1971      | The Pine Tree in the Mountain                 | Domobran kicoš                     |                             |
| 1971      | Prosjaci i sinovi                             | Matan Špalatrin                    | Série para TV               |
| 1971      | Putovanje na mjesto nesreće                   | Vlatko                             |                             |
| 1972      | Poslijepodne jednog fazana                    | Obijesni mladić                    |                             |
| 1972      | Rođendan male Mire                            |                                    |                             |
| 1972      | Zvezde su oči ratnika                         | Učitelj Rade                       |                             |
| 1973      | Pelikani                                      |                                    |                             |
| 1973      | Živjeti od ljubavi                            | Davor                              |                             |
| 1973      | Begunec                                       | Ivan                               |                             |
| 1974      | Acting Hamlet in the Village of Mrdusa Donja  | Hamlet                             |                             |
| 1974      | Tojota Korola 1000                            |                                    |                             |
| 1974      | Obešenjak                                     |                                    |                             |
| 1974      | Nocturno                                      | Lucio                              |                             |
| 1974      | Obraz uz obraz                                | Himself                            | Série para TV; 1 episódio   |
| 1974      | The Republic of Užice                         | Četnički oficir Kosta Parac        |                             |
| 1974      | U registraturi                                | Ivica Kicmanović                   | Série para TV; 7 episódios  |
| 1975      | Pesma                                         | Mića Ranović                       | Série para TV; 6 episódios  |
| 1976      | The Republic of Užice                         | Četnički oficir Kosta Parac        | Série para TV; 1 episódio   |
| 1977      | Noćna skela                                   |                                    |                             |
| 1977      | Hajka                                         | Lado                               |                             |
| 1977      | Nikola Tesla                                  | Nikola Tesla                       | Série para TV; 9 episódios  |
| 1978      | Bombaški proces                               | Josip Broz Tito                    |                             |
| 1978      | Bravo maestro                                 | Vitomir Bezjak                     |                             |
| 1979      | Journalist                                    | Vlado Kovač                        |                             |
| 1979      | Živi bili pa vidjeli                          |                                    |                             |
| 1979      | The Return                                    | Komandir milicije                  |                             |
| 1979      | Usijanje                                      | Tomo                               |                             |
| 1979      | Ivan Goran Kovačić                            | Ivan Goran Kovačić                 | Filme para TV               |
| 1980      | Sedam plus sedam                              | Himself                            | Série para TV; 1 episódio   |
| 1980      | Gospodjica                                    |                                    |                             |
| 1981      | Tuga                                          |                                    |                             |
| 1981      | Duvanski put                                  | Tomo                               |                             |
| 1981      | Banović Strahinja                             | Abdulah                            |                             |
| 1982      | Variola Vera                                  | Doktor Grujić                      |                             |
| 1982      | Cyclops                                       | Ugo                                |                             |
| 1982      | 13. jul                                       | Kapetan Mitrović                   |                             |
| 1982      | Tamburaši                                     |                                    |                             |
| 1982      | Nepokoreni grad                               |                                    | Série para TV; 1 episódio   |
| 1982      | Život i priča                                 |                                    |                             |
| 1983      | Zadah tela                                    | Pančo Vila                         |                             |
| 1983      | Kiklop                                        | Ugo                                | Série para TV; 4 episódios  |
| 1983      | Kvit posao                                    | Jozo                               |                             |
| 1983      | Noć poslije smrti                             | Lucio Klarić                       |                             |
| 1984      | In the Jaws of Life                           | Intelektualac                      |                             |
| 1984      | Pejzaži u magli                               | Lelin otac                         |                             |
| 1984      | Una                                           | Professor Mišel Babić              |                             |
| 1985      | Life Is Beautiful                             | Harmonikaš                         |                             |
| 1985      | Horvatov izbor                                | Krešimir Horvat                    |                             |
| 1986      | San o ruži                                    | Valent                             |                             |
| 1986      | Večernja zvona                                | Tomislav K. Burbonski              |                             |
| 1986      | Putovanje u Vučjak                            | Krešimir Horvat                    | Série para TV; 14 episódios |
| 1987      | Die Verliebten                                | Dušan                              |                             |
| 1987      | Hudodelci                                     | Raka                               |                             |
| 1988      | Zagrljaj                                      |                                    |                             |
| 1988      | Tartif                                        |                                    |                             |
| 1988      | Manifesto                                     | Emile                              |                             |
| 1988      | Hanna's War                                   | Captain Ivan                       |                             |
| 1989      | Čovjek koji je volio sprovode                 | Hinko                              |                             |
| 1989      | Seobe II                                      | De Ronkali                         |                             |
| 1990      | Karneval, anđeo i prah                        |                                    |                             |
| 1990      | Majstori mraka                                |                                    |                             |
| 1992      | Dezerter                                      | Pavle Trušić                       |                             |
| 1993      | Kontesa Dora                                  | Karlo Armano                       |                             |
| 1994      | Magareće godine                               | Narrator                           |                             |
| 1994      | Before the Rain                               | Alexandar                          |                             |
| 1995      | Urnebesna tragedija                           | Kosta                              |                             |
| 1995      | Two Deaths                                    | Colonel George Lapadus             |                             |
| 1995      | Belma                                         | Josip Papac                        |                             |
| 1996      | Memento                                       | The Officer                        |                             |
| 1996      | Broken English                                | Ivan                               |                             |
| 1997      | Nečista krv                                   | Gazda Marko                        |                             |
| 1997      | Balkan Island: The Last Story of the Century  | Rusty                              |                             |
| 1997      | The Saint                                     | Ivan Tretiak                       |                             |
| 1997      | The Truce                                     | Mardenou the Greek                 |                             |
| 1998      | Mighty Joe Young                              | Andrei Strasser                    |                             |
| 1998      | Polish Wedding                                | Roman                              |                             |
| 1998      | Prague Duet                                   | Jiri Kolmar                        |                             |
| 1999      | Eyes Wide Shut                                | Mr. Milich                         |                             |
| 1999      | The Sweet Sounds of Life                      | Bruno Maier                        |                             |
| 1999      | Stigmata                                      | Father Marion Petrocelli           |                             |
| 2000      | Space Cowboys                                 | General Vostow                     |                             |
| 2000      | Mission: Impossible 2                         | Dr. Nekhorvich                     |                             |
| 2000      | Snatch                                        | Boris 'The Blade' Yurinov          |                             |
| 2000      | Je li jasno prijatelju?                       | Milan Rajić                        |                             |
| 2001      | South Pacific                                 | Emile De Becque                    | Filme para TV               |
| 2002      | The Quiet American                            | Inspector Vigot                    |                             |
| 2003      | Quicksand                                     | Oleg Butraskaya                    |                             |
| 2003      | The Cruelest Day                              | Miran Hrovatin                     |                             |
| 2003      | Spooks                                        | Viktor Schvitkoy                   | Série para TV; 1 episódio   |
| 2004      | EuroTrip                                      | Tibor                              |                             |
| 2004      | Golemata voda                                 | Old Lem                            |                             |
| 2004      | Rade Šerbedžija Live in Budva                 | Himself                            |                             |
| 2004      | The Fever                                     | Diplomat                           |                             |
| 2005      | The Keeper: The Legend of Omar Khayyam        | Imam Muaffak                       |                             |
| 2005      | Surface                                       | Dr. Aleksander Cirko               | Série para TV; 6 episódios  |
| 2005      | Batman Begins                                 | Homeless Man                       |                             |
| 2005      | The Fog                                       | Captain William Blake              |                             |
| 2005      | Short Order                                   | Paulo                              |                             |
| 2005      | Go West                                       | Ljubo                              |                             |
| 2006      | Moscow Zero                                   | Sergei                             |                             |
| 2006      | The Elder Son                                 | Maxim Sarafanov                    |                             |
| 2007      | Balkanski sindrom                             | Old Alen                           |                             |
| 2007      | Hermano                                       | Carlos Avileda                     |                             |
| 2007      | Tesla                                         | Narrator                           |                             |
| 2007      | Shooter                                       | Mikhayo Sczerbiak / Michael Sandor |                             |
| 2007      | Fugitive Pieces                               | Athos Roussos                      |                             |
| 2007      | Battle in Seattle                             | Dr. Marić                          |                             |
| 2007      | 24                                            | Dmitri Gredenko                    | Série para TV; 8 episódios  |
| 2007      | Say It in Russian                             | Raf Larin                          |                             |
| 2007      | Pravo čudo                                    | Toma                               |                             |
| 2007      | L... Kot ljubezen                             | Big Daddy                          |                             |
| 2007      | Fallen                                        | Dr. Lukas Grasic                   | TV miniseries               |
| 2007      | Love Life                                     | Arie                               |                             |
| 2008      | My Own Worst Enemy                            | Yuri Volkalov                      | Série para TV; 2 episódios  |
| 2008      | Quarantine                                    | Yuri Ivanov                        |                             |
| 2008      | The Eye                                       | Simon McCullough                   |                             |
| 2009      | Middle Men                                    | Nikita Sokoloff                    |                             |
| 2009      | CSI: Miami                                    | Alexander Sharova                  | Série para TV; 2 episódios  |
| 2009      | Thick as Thieves                              | Nicky Petrovich/Victor Korolenko   |                             |
| 2010      | Lonesdale                                     |                                    |                             |
| 2010      | Kao Rani Mraz                                 | Stari Vasa Ladački                 |                             |
| 2010      | 72 Days                                       | Mane Paripović                     |                             |
| 2010      | Harry Potter and the Deathly Hallows – Part 1 | Gregorovitch                       |                             |
| 2011      | 5 Days of War                                 | Col. Demidov                       |                             |
| 2011      | Tatanka                                       | Vinko                              |                             |
| 2011      | X-Men: First Class                            | Russian General                    |                             |
| 2011      | Shun Li and the Poet                          | Bepi                               |                             |
| 2011      | In the Land of Blood and Honey                | Gen. Nebojsa Vukojevich            |                             |
| 2012      | The Fourth State                              | Onjegin                            |                             |
| 2012      | Taken 2                                       | Murad Krasniqi                     |                             |
| 2012      | The Third Half                                | Don Rafael Cohen                   |                             |
| 2012      | Ustanicka ulica                               | Vraneš                             |                             |
| 2013      | Cry of the Butterfly                          | Ray                                |                             |
| 2013      | The Double                                    | Frightening Old Man                |                             |
| 2014      | Hercules: The Legend Begins                   | Chiron                             |                             |
| 2014      | Downton Abbey                                 | Prince Kuragin                     | Série para TV               |
| 2014      | Tekken 2: Kazuya's Revenge                    | The Minister                       |                             |
| 2015      | Tesla: Iznad maste                            | Milutin Tesla                      |                             |
| 2015      | Sparrows                                      | Tomislav                           |                             |
| 2016      | The Porcupine                                 | Stoyo Petkanov                     |                             |
| 2016      | Tesla                                         | Professor Petrov                   |                             |
| 2016      | The Promise                                   | Stephan                            |                             |
| 2016      | The Five                                      | Jâkob Marosi                       | TV miniseries; 6 episódios  |
| 2016      | The Liberation of Skopje                      | Gjorgjija                          | Também como diretor         |
| 2017      | Mata Hari                                     | Emil Guimet                        | Série para TV; 2 episódios  |
| 2017      | Anka                                          | Biljeznik                          |                             |
| 2017      | Hedgehog's Home                               | Narrator                           | Curta                       |
| 2017      | The Blacklist                                 | Dr. Bogdan Krilov                  | Série para TV; 2 episódios  |
| 2017      | The Executrix                                 | Arthur                             |                             |
| 2017      | The Last Prosecco                             | Desiderio Ancillotto               |                             |
| 2017      | Better Things                                 | Arnold Hall                        | Série para TV; 1 episódio   |
| 2018      | Proud Mary                                    | Luka                               |                             |
| 2018      | Murderous Trance                              | Dr. Dabrowski                      |                             |
| 2018      | What's This Country Called Now?               | Ismet Tabakovic                    | Curta                       |
| 2018–2019 | Strange Angel                                 | Professor Filip Mesulam            | Série para TV; 12 episódios |
| 2019      | Caviar                                        | Pappy                              |                             |
| 2020      | Fishing and Fishermen's Conversations         | Petar Hektorović                   |                             |
| 2020      | Strike Back                                   | Kalmedi                            | Série para TV; 1 episódio   |